# Jens Weidmann
Jens Weidmann (20 de abril de 1968 em Solingen) e um economista alemão. Desde 1 de maio de 2011 que é o Presidente do Deutsche Bundesbank em Frankfurt. 
Foi chefe do Departamento de Política, Económica e Financeira da Chancelaria Federal desde 2006. Desde 1 de novembro de 2015 tem sido Presidente do Conselho de Administração do 
Banco de Compensações Internacionais em Basileia. Como presidente do Deutsche Bundesbank, ele é um membro do Conselho do Banco Central Europeu (BCE).

## Qualificações
Em 1987 ele fez o Abitur (Ensino secundário) no liceu em Backnang, Baden-Württemberg. Depois estudou economia em Aix-en-Provence, Paris e Bona. Ele completou estágios no Banco de França e no Banco Nacional de Ruanda.
Ele começou o seu doutoramento em 1993 em Mannheim com o economista Roland Vaubel, interrompo depois de um ano e fechou-a na Universidade de Bonn sob os teoria monetária do Dr. Manfred Neumann.
De 1997 a 1999 trabalhou no Fundo Monetário Internacional. Em seguida, ele trabalhou até 2003 como Secretário Geral do Conselho dos especialistas para avaliação do desenvolvimento económico global. De lá mudou-se para o Banco Federal da Alemanha, onde foi até 2006 chefe da política monetária e análise monetária. Entre 2006 ate 2011 ele estava Chefe de Divisão IV (Política Económica e Financeira) na Chancelaria Federal.
Depois Jens Weidmann já realizou toda a responsabilidade pela preparação de conteúdo e estratégica para o G20, chanceler Angela Merkel confiou-lhe a tarefa do papel adicional como  negociador-chefe do G8 (os chamados "sherpas") em dezembro de 2009.
Em 29 de abril de 2011, ele recebeu do presidente Christian Wulff, o certificado de nomeação como presidente do Banco Central alemão , como sucessor de Axel A. Weber.
Desde então, o novo chefe da Bundesbank esta preocupado com a crise financeira grega, os políticos europeus e bancos centrais, em grande medida. Em julho de 2011, ele falou no jornal Die Zeit de duras críticas da política alemã.